# Bitterkomix
Bitterkomix est une revue sud-africaine de bande dessinée, créée en 1992 à Stellenbosch par Joe Dog, Konradski et Lorcan White. Publiant surtout des histoires en afrikaans, elle constitue la plus ancienne publication underground du continent. 

## Historique
La revue a connu de nombreux déboires en raison de son caractère volontairement provocateur et politique : elle propose une critique virulente de l'Afrique du Sud de l'apartheid et post-apartheid, en particulier de la communauté blanche. Ina van Zyl a dessiné dans les premiers numéros de Bitterkomix avant de se tourner vers la peinture.
De nombreux auteurs d'Afrique du Sud et d'ailleurs y ont contribué, comme Karlien de Villiers ou Joe Daly. Par ailleurs, la revue a connu de nombreux échanges avec son homologue réunionnaise, Le Cri du Margouillat. Le C,omix Brew, festival itinérant de bande dessinée, associant rencontres internationales d'auteurs et conférences, a été une autre manifestation de la volonté des auteurs de Bitterkomix de populariser le 9e art en Afrique australe.
Bitterkomix continue de paraître - de manière assez irrégulière - bien que Joe Dog et Conrad Botes soient de plus en plus sollicités pour des activités différentes, dans l'art contemporain essentiellement.
Des anthologies en anglais et en français en ont été publiées, et le festival d'Angoulême, en 2009, lui a consacré une exposition.

## Anthologies
- Big Bad Bitterkomix Handbook, Jacana Media, (2006)  (ISBN 978-1770093034), en anglais.
- Bitterkomix[2], L'Association (2009)  (ISBN 978-2-84414-286-3), en français.

### Documentation
- Paul Gravett (dir.), « De 1990 à 1999 : Bitterkomix », dans Les 1001 BD qu'il faut avoir lues dans sa vie, Flammarion, 2012 (ISBN 2081277735), p. 687.